# Nevado Sajama
De Nevado Sajama is een uitgedoofde stratovulkaan in Bolivia en met een hoogte van 6.542 meter de hoogste berg van het land. De berg bevindt zich in het Parque Nacional Sajama in het zuidwesten van het land, op enkele kilometers van de grens met Chili.
Onduidelijk is wanneer de vulkaan voor het laatst actief was, hoewel wordt verondersteld dat er gedurende het Holoceen nog wel vulkanische activiteit is geweest.